# Carrito (Uruguay)

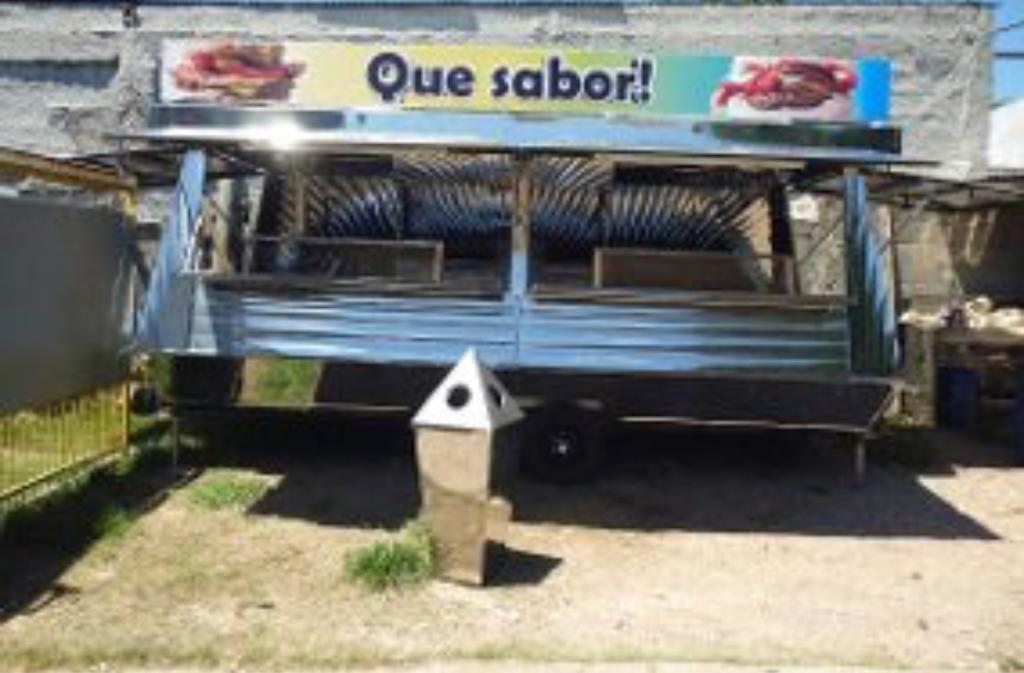
Carro de chorizo al pan, hamburguesas y panchos.

El carrito (también conocido como carro de chorizos) es un tradicional tráiler de comida rápida acondicionado para la cocción y venta de comida rápida, principalmente choripán, hamburguesas, panchos y baurú. Es una opción económica y rápida de comer en la calle.

## Descripción

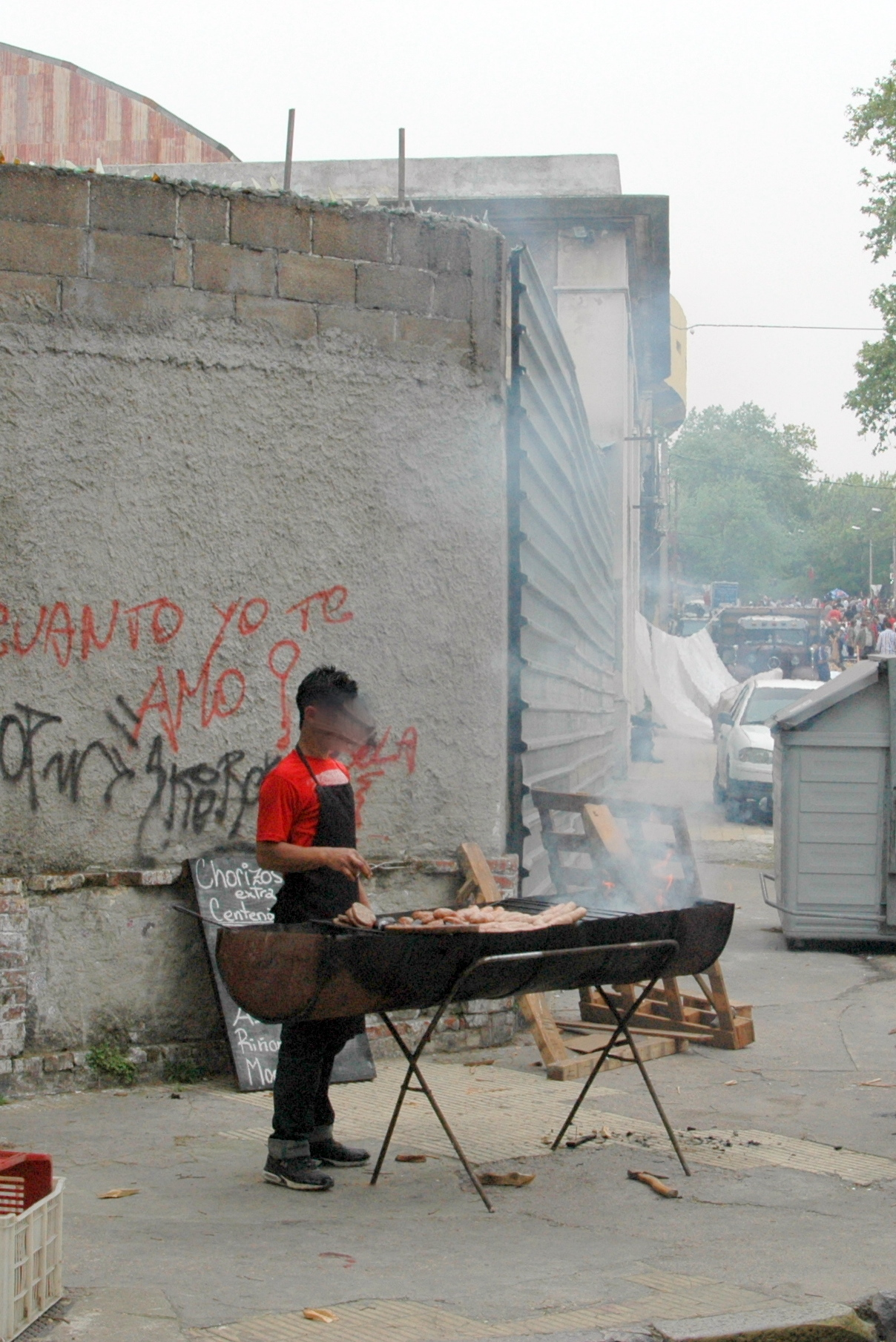
El mediotanque callejero, antecesor del carrito.

Esta opción de comida callejera y rápida está instalada en Uruguay. Son probablemente la evolución del mediotanque callejero, un tanque cortado al medio, que se usa para preparar asado. Estos, usados a modo de expendio improvisado, persisten minoritariamente hoy en día.
Los carritos comenzaron a verse en la puerta de la tribuna Olímpica del Estadio Centenario hace aproximadamente 40 años. Entonces consistían en carros con ruedas de auto tirados por un camión viejo. La idea se fue propagando y actualmente son carros fijos en su mayoría, extendidos en varias localidades de Uruguay. Son una alternativa popular de comida al paso económica.

## Menú
Básicamente consiste en algún tipo de sándwich o refuerzo, que hace las veces de menú principal, al que se le adicionan ingredientes varios. 

### Principal
Entre las opciones del menú principal se encuentran:
- Choripán
- Hamburguesa
- Pancho
- Húngara (tipo de salchicha picante)

Algunos, adicionalmente ofrecen:
- Baurú
- Chivito

Los que por su ubicación geográfica o falta de controles, escapan o evaden las estrictas normativas departamentales de Montevideo ofrecen igualmente:
- Milanesa al pan

En zonas fronterizas, también es posible encontrar:
- Xis (Una especie de baúru muy aplastado)

A su vez, dicho menú principal se presenta (con un precio diferencial), en las opciones común o completo. Dicha completitud, en contraposición con lo ordinario, consiste básicamente en el agregado de jamón y muzzarella y ocasionalmente, huevo frito y panceta. Además las salchichas, ofrecen presentaciones adicionales, pertinentes la tradición culinaria local: a la porteña, esto es con muzzarella por encima o con panceta, o sea envueltos en la misma.

### Adicionales
Entre los adicionados, se ofrecen, sin costo adicional y casi sin variación, alimentos procesados y encurtidos, los que se introducen al refuerzo, sin mayor criterio, que la (previamente exigida) petición del cliente:
- Morrón
- Arvejas
- Choclo
- Hongos (de tipo criollo o de pino)
- Pickles (zanahoria, cebolla y coliflor, todos mezclados)
- Ají catalán (Especie de chile de picor suave) [5]
- Pepinillos
- Salsa criolla (o más comúnmente una reminiscencia de esta, hecha base de tomate triturado y cebolla)
- Chimichurri
- Perejíl y ajo
- Papas pay

Casos muy excepcionales, también incluyen:
- Palmitos
- Champiñones

Y volviendo necesariamente al caso de evasión o no sujeción a las normas, elementos frescos, muy utilizados para refuerzos, como lo son:
- Lechuga
- Tomate
- Cebolla
- Huevo duro

Por último, dentro de los adicionales sin costo, se ofrecen salsas de tipo industrial:
- Mayonesa
- Mostaza
- Salsa golf
- Picantina (vetusta salsa de mostaza y ají, que gasta aquí su último nicho comercial)
- Cheddar (una densa pasta novedosa, que desafía el paladar de los más aventurados)

El ofrecimiento gratuito y sin límites de estos ingredientes adicionales, a la fín de únicamente satisfacer en hambre con mayor amplitud, da lugar a una mezcla de sabores, casi indiferenciable, marcada por el "acopio y la yuxtaposición" y que, dada la naturaleza finita en la dimensión de un refuerzo, tienden a escapar al mismo, contradiciendo de esta manera el objetivo inicial del sándwich.
Un pedido en uno de estos locales, suele conducir necesariamente a la siguiente pregunta:
-¿Que le vas a poner?
El diálogo finaliza, con una enumeración necesaria de algunos de estos ingredientes.
En el caso del incauto, el tímido y el glotón, suelen contestar: 
- De todo- tanto con el fin de incrementar su porción o de ahorrarse la enumeración referida, el nada como respuesta, aunque válido para algún fin, es casi inaudito.

## Normativa

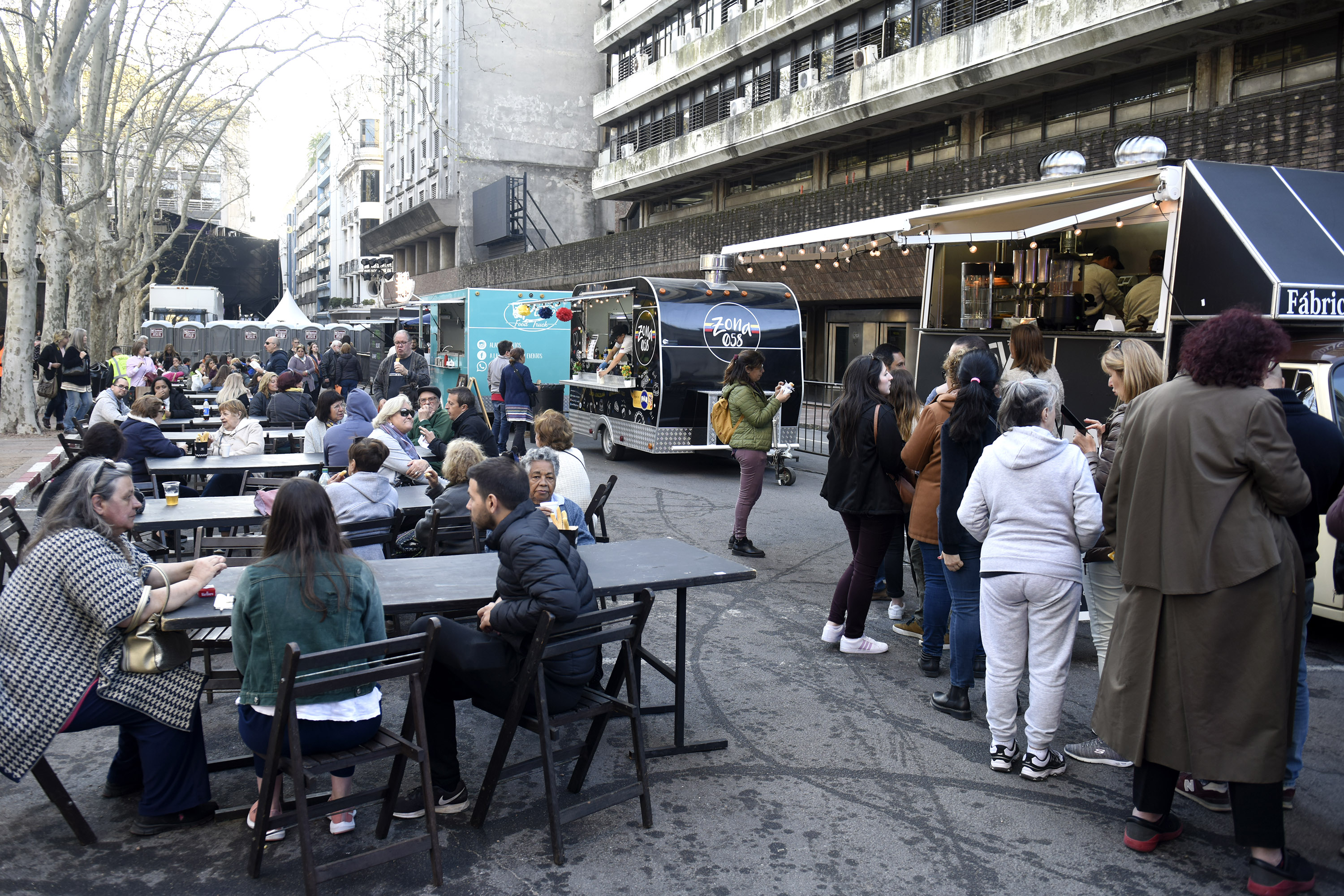
Food truck en el festival Montevideo Tango de 2019.

La Dirección de Bromatología de la Intendencia de Montevideo regula estos expendios. Controla las materias primas. Prohíbe el uso de ingredientes frescos. Como lechuga, tomate, morrón y cebolla, carne no procesada, etc. Actualmente se considera la regulación de estos ingredientes a modo de limitar su manipulación. También permitir nuevamente la venta de chivitos en los carros de panchos y hamburguesas.
La normativa respecto a la venta de comida en los carros ha ido actualizándose desde la década de 1990. A partir del surgimiento en Montevideo de food trucks,  que ofrecen otra variedad de productos, desde 2017, los permisos se empezaron a tramitar por tipo de comida y manipulación de alimentos. 
Desde 2024 la habilitación para la instalación de carritos se realiza a través del Registro Único Nacional de Alimentos, Empresas y Vehículos, que unifica los procedimientos de todas intendencias para la habilitación de locales, productos y vehículos.